# Acrocassis
Acrocassis – rodzaj chrząszczy z rodziny stonkowatych i podrodziny tarczykowatych.

## Morfologia
Chrząszcze te mają ciało w zarysie mniej lub bardziej zwężające się ku tyłowi. Brzegi przedplecza i pokryw są rozpłaszczone. Głowa ma szeroki nadustek o bardzo słabo zaznaczonych liniach bocznych. Powierzchnia nadustka bywa delikatnie punktowana lub zupełnie punktowania pozbawiona. Warga górna jest pozbawiona wzdłużnych żeberek czy kolców pośrodku przedniej krawędzi. Grube czułki cechują się członem trzecim tak długim jak drugi lub nieco od drugiego dłuższym oraz członem dziesiątym nie dłuższym niż szerokim. Obrys przedplecza jest mniej lub bardziej półkolisty z wyraźnie zaznaczonymi kątami nasadowymi, najszerszy u podstawy. Podstawa nie jest wycięta naprzeciwko barków. Powierzchnię dysku przedplecza rzeźbią punkty. Na spodzie przedplecza znajdują się krótkie, od zewnątrz odgraniczone ostrymi lub stępionymi listewkami rynienki do chowania czułków. Przedpiersie na przedzie formuje kołnierz z wycięciami po bokach. Skrzydełka przedpiersia pozbawione są głębokich dołków. Pokrywy mają zwykle szerszą od przedplecza podstawę i mniej lub bardziej kanciaste kąty barkowe. W widoku bocznym są mniej lub bardziej kanciaste, czasem z zaznaczonym trójkątnym guzem. Punktowanie powierzchni pokryw jest całkowicie bezładne, u podrodzaju Bassamia czarne. Odnóża środkowej pary nie mają guzków wierzchołkowych na spodniej krawędzi ud. Stopy mają pazurki zaopatrzone są niewielki ząbek u nasady krawędzi spodniej lub są całkowicie pozbawione ząbków.

## Rozprzestrzenienie
Owady te znane są z Półwyspu Arabskiego (Jemen) oraz obszaru prawie całej etiopskiej Afryki kontynentalnej, na północ sięgając do Sudanu, a na południe do RPA.

## Taksonomia
Takson ten wprowadzony został w 1922 roku przez Franza Spaetha. Zalicza się do niego 9 opisanych gatunków zgrupowanych w 2 podrodzajach:
- podrodzaj: Acrocassis (Acrocassis) Spaeth, 1922
  - Acrocassis flavescens (Weise, 1904)
  - Acrocassis gibbipennis (Boheman, 1854)
  - Acrocassis intermedia Borowiec, 2002
  - Acrocassis roseomarginata (Boheman, 1854)
  - Acrocassis rufula (Thomson, 1858)
  - Acrocassis sudanensis Spaeth, 1929
  - Acrocassis undulatipennis Borowiec, 2002
  - Acrocassis zavattarii Spaeth, 1938
- podrodzaj: Acrocassis (Bassamia) Spaeth, 1924
  - Acrocassis paeminosa (Boheman, 1856)